# سلسلة توريد
سلسلة التوريد هي منظومة من المؤسسات، والناس، والتكنولوجيا، والأنشطة والمعلومات والموارد المطلوبة لنقل المنتجات أو الخدمات من الموردين إلى العملاء. فنشاطات سلسلة التوريد تقوم بتحويل الموارد الطبيعية والمواد الخام والمكونات إلى المنتج النهائي الذي يُسْلَم إلى العميل النهائي.من خلال نظم متطورة في سلسلة التوريد تستخدم منتجات ربما تستطيع إعادة إدخال سلسلة التوريد في أي نقطة حيث القيمة المتبقية غير القابلة لإعادة التدوير.و سلاسل التوريد ترتبط بقيمة السلسلة

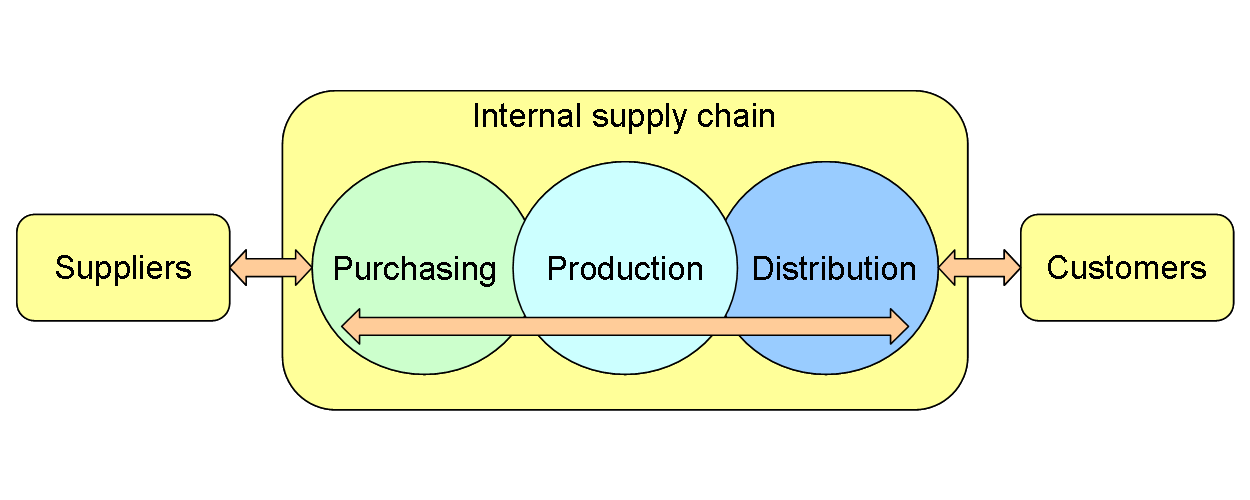
مثالا واضحا على شركة سلسلة التوريد ؛ الأسهم االتي تمثل العلاقة بين الموردين وإدارة سلاسل التوريد الداخلية لإدارة العلاقات مع العملاء (راجع تشن / Paulraj، 2004)

و تبدأ سلسلة التوريد النموذجية بالتنظيم الإيكولوجي والبيولوجي للموارد الطبيعية، تليها عملية استخراج الإنسان للمواد الخام، وتشمل عدة وصلات إنتاج (على سبيل المثال، عنصر البناء، والتجميع، والدمج) قبل الانتقال إلى عدة طبقات من مرافق التخزين التي تناقص حجمها أكثر من أي وقت مضى، والمواقع الجغرافية النائية، وتصل في النهاية إلى المستهلك.
وبالتالى فان العديد من التبادلات في سلسلة التوريد ستكون بين الشركات المختلفة التي سوف تسعى إلى تحقيق أقصى قدر من العائدات ضمن نطاق اهتمامها، ولكن قد تكون قليلة أو معدومة المعارف أو لها مصلحة في بقاءالعاملين في سلسلة التوريد. وفي الآونة الأخيرة أصبح التنظيم الذاتى للشبكة في الأعمال التي تتعاون على توفير المنتجات والخدمات المطلوبة تسمى المؤسسة الممتدة.

## نموذج سلسلة التوريد

رسم تخطيطي لسلسلة التوريد. السهم الأسود يمثل تدفق المواد والمعلومات والسهم الرمادي يمثل تدفق المعلومات وbackhauls. عناصر هي : (أ) المورد الأولي، (ب) موردا، (ج) والشركة المصنعة، (د) من العملاء، (ه) على المستهلك النهائي.

وهناك مجموعة متنوعة من نماذج سلاسل التوريد، والتي تعالج كلا من جانبى المنبع والمصب
فنموذج (مراجع عمليات سلاسل التوريد) تطور من خلال مجلس سلسلة الاعداد ومجموع اجراءات قياس أداء سلسلة التوريدو هو يمثل عملية النموذج المرجعي لإدارة سلاسل التوريد، والذي يمتد من المورد للزبون وهو يتضمن تسليم وطلب انجاز الأداء، ومرونة الإنتاج، والضمان، وإرجاع تكاليف العملية، وجرد الموجودات والمنعطفات، وغيرها من العوامل في تقييم الأداء الكلي الفعال لسلسلة التوريد.
ولقد قدمت سلاسل التوريد العالمية في المنتدى (GSCF): نموذج اخر لسلسلة التوريد النموذجي.و هذا الإطار [4] مبني على ثمانية مفاتيح للعمليات التجارية الرئيسية والتي تعتبر وظيفية وتتم من خلال الشركة في الطبيعة.وكل عملية تدار من قبل فريق متعدد الوظائف، بما في ذلك ممثلين عن الخدمات التموينية والإنتاج والشراء والتمويل والتسويق والبحث والتطوير. في حين أن كل عملية تتصل مع كبار العملاء والموردين، وإدارة العلاقات مع العملاء والموردين وإدارة العلاقات مع العمليات تشكل الروابط الحاسمة في سلسلة التوريد.

## إدارة سلسلة التوريد

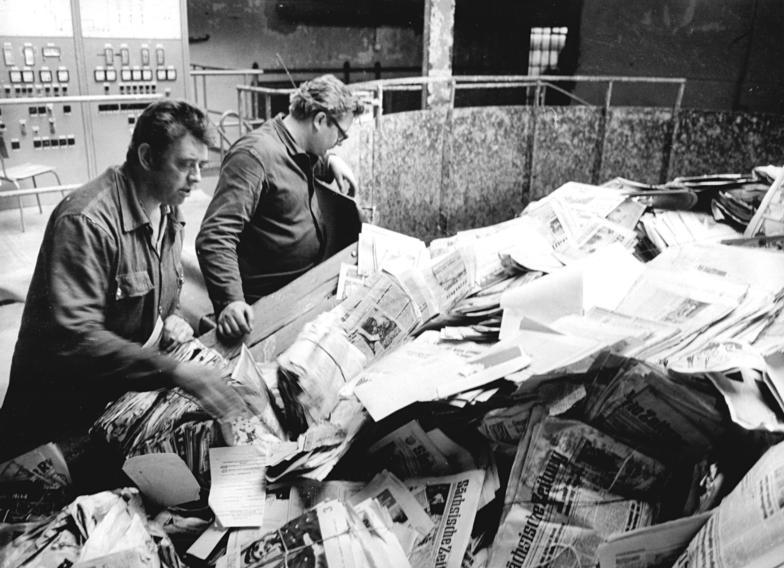
ورق المصانع الألمانية يتلقى امداداته اليومية من 75 طنا من الورق وإعادة التدوير والمواد الخام

و في سنة 1980تم تطوير إدارة سلسلة التوريد للتعبير عن الحاجة إلى دمج العمليات التجارية الرئيسة من المستخدم النهائي من خلال الموردين الأصليين. فالموردون الأصليون هم الذين يقدمون المنتجات والخدمات والمعلومات التي تعطى قيمة مضافة للعملاء والجهات المعنية الأخرى. كما أن الفكرة الأساسية وراء إدارة سلسلة التوريد هي أن الشركات والمؤسسات تضّمن نفسها في سلسلة التوريد من خلال تبادل المعلومات فيما يتعلق بتقلبات السوق وقدرات الإنتاج.
فإذا كانت جميع المعلومات ذات الصلة يمكنها ان تصل إلى أي شركة ذات صلة، فكل شركة في سلسلة التوريد لديها إمكانية السعى للمساعدة في تحسين سلسلة التوريد بأكملها بدلا من الباطن القائم على المصالح المحلية. وهذا سوف يؤدي إلى تحسين الإنتاج والتوزيع العام المخطط الذي يمكن أن يقلل من التكاليف ويجذب المنتج النهائي بصورة أكبر مما يؤدي إلى مبيعات أفضل ونتائج اجمالية أفضل للشركات المعنية.
فدمج إدارة سلسلة التوريد بنجاح يؤدي إلى نوع جديد من المنافسة في السوق العالمية، حيث المنافسة لم تعد في شكل شركة مقابل شركة، بل يأخذ شكل سلسلة توريد مقابل سلسلة التوريد.

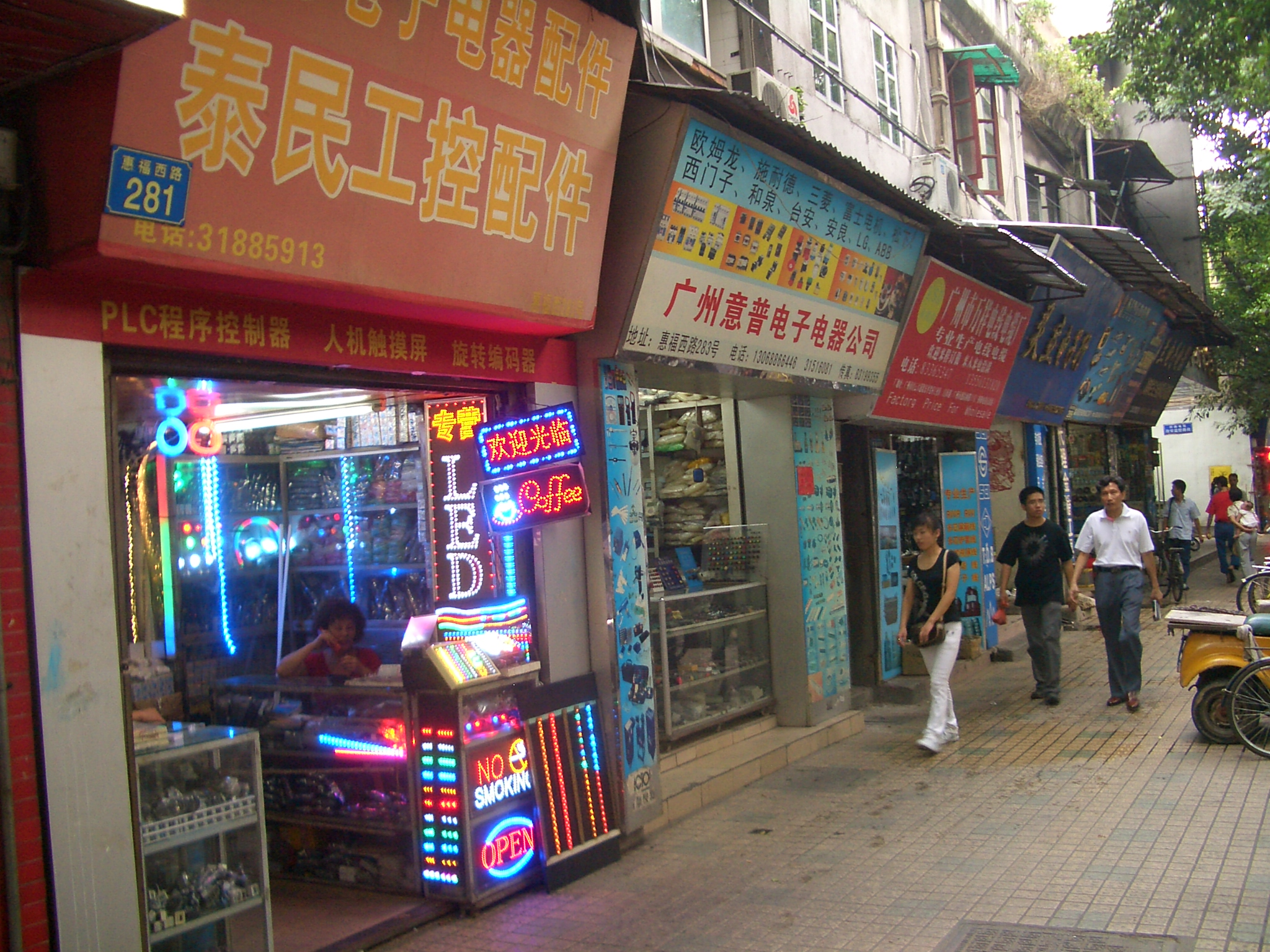
مصنعو الإلكترونيات والعديد من قوانغدونغ تعتمد على توريد قطع مكون من العديد من المحلات التجارية قي مدينة قوانغتشو

الهدف الرئيسي لإدارة سلسلة التوريد هو تلبية متطلبات العملاء من خلال الاستخدام الأمثل للموارد، بما في ذلك توزيع القدرات، والمخزون والعمالة. ومن الناحية النظرية فان سلسلة التوريد تسعى إلى الربط بين العرض والطلب، والقيام بذلك مع الحد الأدنى من المخزون. كما تشمل جوانب مختلفة من تحسين سلسلة التوريد والتنسيق مع الموردين من أجل القضاء على الاختناقات ومصادر إستراتيجية لتحقيق توازن بين النقل وأقل تكلفة مادية، وتنفيذ الجيت (في الوقت المناسب تماما)والتقنيات لتحسين تدفق الصناعات التحويلية؛ للحفاظ على المزيج الصحيح وموقع المصانع والمستودعات لخدمة العملاءو الأسواق، واستخدام موقع / التخصيص وتوجيه السيارة والتحليل والبرمجة الديناميكية، وبطبيعة الحال، التقليدية التأمين الأمثل لتحقيق أقصى قدر من الكفاءة من جانب التوزيع.
و غالبا ما يكون هناك التباس حول شروط سلسلة التوريد والخدمات التموينية.ومن المقبول عموما الآن أن التموين مصطلح ينطبق على الأنشطة داخل الشركة الواحدة أو المؤسسة التي تنطوي على توزيع المنتج في حين أن العرض في الأمد يشمل أيضا سلسلة التصنيع والمشتريات، وبالتالي لديه تركيز أوسع بكثير لأنه ينطوي على شركات متعددة، بما في ذلك الموردون والمصنعون وتجار التجزئة، والعمل معا لتلبية حاجة العملاء لمنتج أو خدمة. [بحاجة لمصدر]
بدءا من سنة 1990 تم اختيار عدة شركات للاستعانة بمصادر خارجية تموينية من جانب إدارة سلسلة التوريد من خلال شراكتها مع الطرف الثالث للخدمات التموينية. والشركات أيضا استعانت بمصادر خارجية لإنتاج عقد للمنتجين
وهناك بالفعل أربعة موديلات شائعة لسلاسل التوريد. إلى جانب المذكورين أعلاه، هناك في أمريكا مركز الإنتاجية والجودة وعملية التصنيف الإطاري وسلاسل التوريدوهى أفضل اطار.